# Goreaugyra
Genre
Goreaugyra est un genre de coraux durs de la famille des Meandrinidae.

## Liste d'espèces
Le genre Goreaugyra comprend les espèces suivantes :
Selon ITIS (7 juillet 2015) :
- Goreaugyra memoralis Wells, 1973

Selon World Register of Marine Species (7 juillet 2015) Goreaugyra est accepté en tant que Meandrina.